# Route nationale 635 (Belgique)
Pour les articles homonymes, voir Route nationale 635 (homonymie).
La N635 et la N635z forment ensemble une route régionale de la province belge de Liège. La route relie la N633 au nord-est de Tilff à la N680 au Sart Tilman. Elle est longue d'environ 5 kilomètres.
Il s'agit en partie de deux boulevards (boulevard du Rectorat et boulevard de Colonster) à sens unique qui traversent séparément le terrain de l'université de Liège au Sart Tilman. Les numéros de route ne sont pas indiqués localement sur les panneaux.